# Ford Prefect
Ford Prefect byl modelem pobočky americké automobilky Ford ve Spojeném království. Byl vyráběn od roku 1938 do roku 1961 v Dagenhamu, Essex. Vůz díky své lehké konstrukci byl často používán jako základ pro hot rod, stejně jako sesterské modely Ford Popular a Ford Anglia.

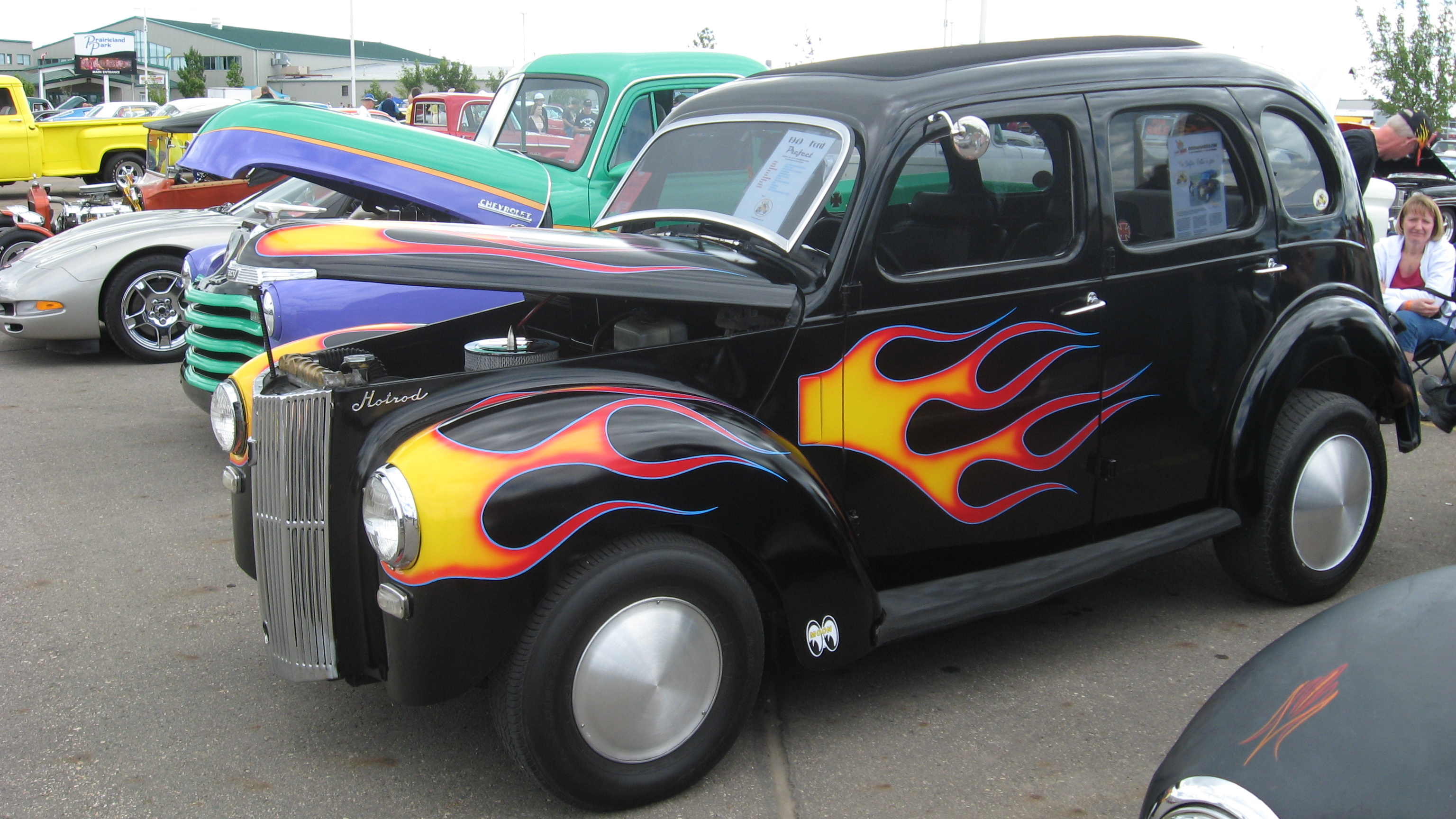
Ford Prefect hot rod